# Alex Shakar
Alex Shakar (* 1968 in Brooklyn) ist ein US-amerikanischer Schriftsteller.

## Veröffentlichungen
- 1996: City in Love. The New York Metamorphoses, New York: Harper, ISBN 978-0-06-050883-8.
- 2001: The Savage Girl (dt. „Der letzte Schrei“), New York: Harper, ISBN 978-0-06-620987-6.
- 2011: Luminarium, New York: Soho Press, ISBN 978-1-56947-975-9.